# غرفة تأين

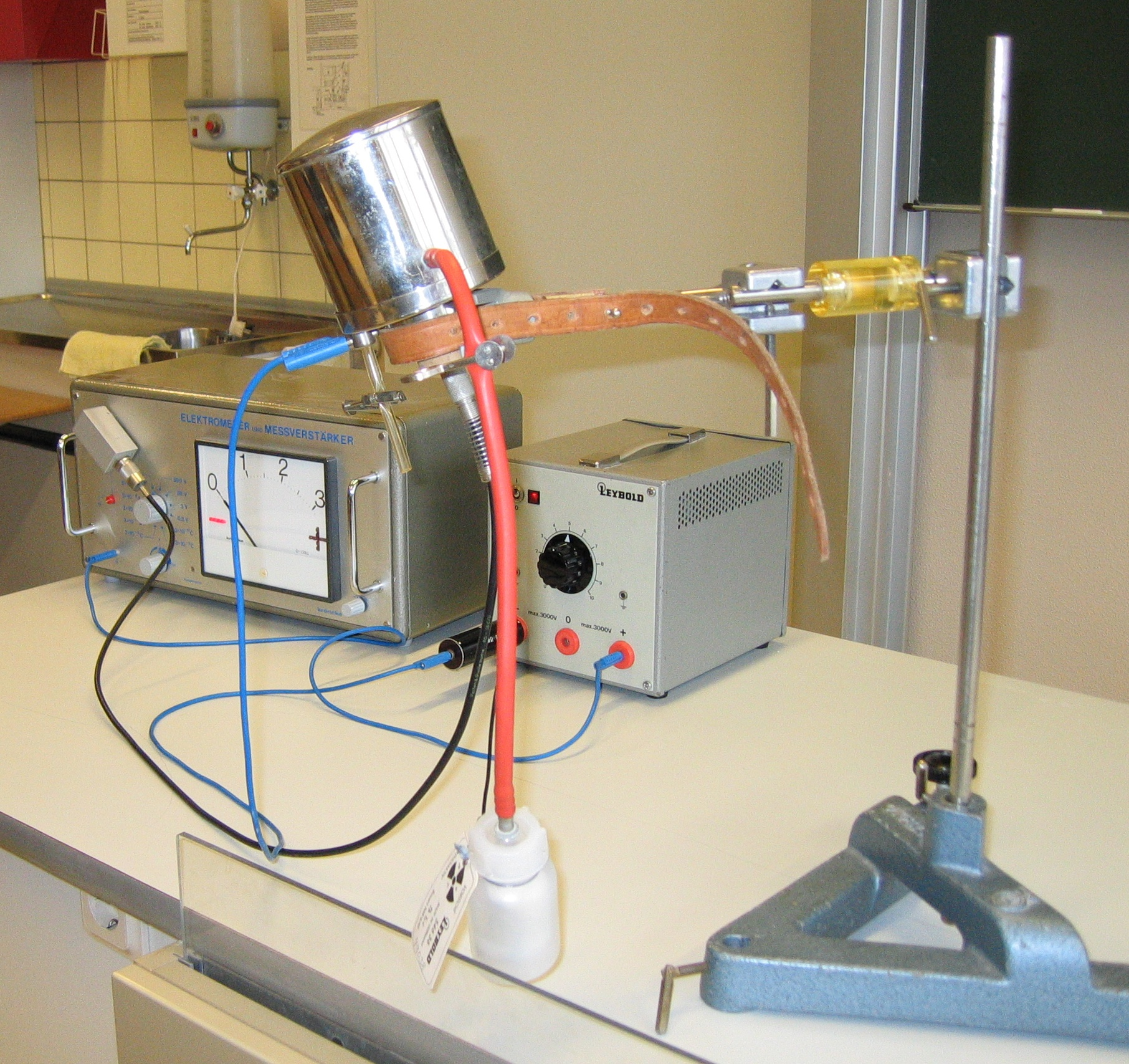
جهاز غرفة تأين أثناء إجراء إحدى التجارب

غرفة تأين في فيزياء الجسيمات (بالإنجليزية: ionization chamber) هي أبسط نوع لعدادات الإشعاعات المؤينة وهي عبارة عن غرفة أو أنبوب ممتليئ بغاز. وتستخدم هذه التسمية تختص بأنواع العدادات أو المكشافات التي تعتمد في قياسها على تجميع الإلكترونات والأيونات التي يسببها أشعاع مؤين في غاز الأنبوب.

## طريقة عملها

غرفة التأين ومبين فيها انزياح الأيونات الموجبة الشحنة والإلكترونات السالبة، ويمثل الخط المتقطع مسار الشعاع المؤين الساقط.

تتكون غرفة التأين من أنبوب يمكن به قياس عدد الأيونات المتولدة فيه بسبب دخول إشعاع مؤين فيه، وقد تملأ الغرفة أو الأنبوب بغاز أو سائل وقد يكون الوسط فيها مادة صلبة. وعادة تملأ الغرفة بغاز ومركب بداخله قطبان كهربيان. وقد يكون القطبان الكهربائيان لوحين معدنيين متوازيين، أو يكونان في هيئة أسطوانتين معدنيتين الواحدة داخل الأخرى وبينهما الغاز، وفي بعض الأنواع يقوم الغلاف الخارجي الأسطواني للغرفة مقام أحد الأقطاب والقطب الآخر عبارة عن سلك في وسط الأسطوانة موازيا للأسطوانة ومعزولا كهربائيا عن الغلاف.
عند تأين الغاز بين القطبين بفعل مرور أشعة ألفا أو أشعة بيتا أو الأشعة السينية أو أي نوع آخر من الجسيمات المؤينة خلال الغاز تتحرك الأيونات وكذلك الإلكترونات إلى القطب المخالف لشحنتها، وينشأ تيار كهربي. يمكن قياسه بواسطة جلفانومتر أو إلكترومتر.
وكل أيون يضع على القطب الراسي عليه شحنة كهربائية صغيرة، مما يجعل الشحنة المتراكمة على القطب متناسبة تناسبا طرديا مع عدد الأيونات (التي من نوع واحد). وقد يختلف مقدار الجهد المصدر كهربائي المتصل بالإلقطب وبين عدة فولتات إلى عدة آلاف فولت. ويعتمد ذلك على نوع استخدام غرفة التأين.

## استخدامها
وتستخدم غرفة التأين في استخدامات كثيرة في الصناعات النووية حيث باستطاعتها قياس جرعات الأشعة بدقة (أي تتناسب قراءتها مع كمية الإشعاع)، وبذلك يمكن مراقبة كمية الإشعاع التي يتعرض إليها العاملين. وتتميز بالعمر الطويل عن عدادات جايجر.
وتستخدم غرفة التأين في الطب النووي بغرض قياس كمية الإشعاع المستخدة في علاج المرضى. وتسمى تلك الأجهزة معايرات جرعة النظائر المشعة .
ملحوظة : تعبر كلمة جرعة إشعاع هنا بأنها كمية الإشعاع التي أصابت جسم الإنسان من الخارج، ولا تعني كمية ما ابتلعه.

## اقرأ أيضا
- تجربة أطلس
- مكشاف مصادم فيرميلاب
- عداد جايجر
- عداد شيرينكوف
- عداد وميضي
- عداد تناسبي
- عداد شبه الموصلات
- عداد جسيمات
- إشعاع مؤين
- مصفوف عدادات الميون والنيوترينو بالقطب الجنوبي (

'